# Onukia
Onukia  (лат.) — род цикадок из отряда Полужесткокрылых.

## Описание
Цикадки длиной около 4—5 мм. Стройные, с удлиненным остроугольно выступающим  вперед теменем, имеющим резкие срединные и боковые кили. На древесной и кустарниковой растительности.  Для СССР указывался 1 вид.
- Onukia onukii Mats. — Приморский край, Китай, Корея, Япония